# 弗雷德里卡 (特拉华州)
弗雷德里卡（英語：Frederica），是美国特拉华州肯特县（Kent）下属的一座城镇，面积为4.51平方公里，均为陆地。2011年的数据显示该地有人口785人。论人口在本州排行第35。